# كارلينج باسيت-سيجوسو
كارلينج باسيت-سيجوسو مواليد 09 أكتوبر 1967 في تورونتو، هي لاعبة كرة مضرب كندية سابقة وكانت تلعب باليد اليمنى بدأت مسيرتها كمحترفة عام 1983، اعتزلت اللعب في 1988. أعلى تصنيف لها في الفردي كان المركز الـ 8 في سنة 1985. سبق أن شاركت في دورة الألعاب الأولمبية الصيفية.

## روابط خارجية
- كارلينج باسيت-سيجوسو على موقع IMDb (الإنجليزية)
- كارلينج باسيت-سيجوسو على موقع قاعدة بيانات الفيلم (الإنجليزية)
- كارلينج باسيت-سيجوسو على موقع كينوبويسك (الروسية)
- كارلينج باسيت-سيجوسو على موقع رابطة محترفات التنس (الإنجليزية)
- كارلينج باسيت-سيجوسو على موقع الاتحاد الدولي لكرة المضرب (الإنجليزية)
- كارلينج باسيت-سيجوسو على موقع كأس بيلي جين كينغ (الإنجليزية)
- كارلينج باسيت-سيجوسو على موقع خلاصة التنس.كوم (الإنجليزية)
- كارلينج باسيت-سيجوسو على موقع أوليمبيديا (الإنجليزية)
- كارلينج باسيت-سيجوسو على موقع قاعة كندا للمشاهير الرياضية (الإنجليزية)
- كارلينج باسيت-سيجوسو على موقع قاعة أونتاريو للمشاهير الرياضية (مؤرشف) (الإنجليزية)